# شينيك ياروسلافل
شينيك ياروسلافل (بالروسية: Футбольный клуб «Шинник» Ярославль) هو نادي كرة قدم روسي تم تأسيسه في سنة 1957، يقع مركزه في مدينة ياروسلافل في روسيا، كان يسمى في السابق بنادي خيميك، ينافس النادي حالياً في الدوري الوطني الروسي لكرة القدم ثاني أعلى الدوريات في البلد وسبق للنادي أن تأهل وسقط من الدوري الروسي الممتاز كان أخرها في موسم 2008، فيما إحتل في موسم 2015-2016 المركز ال12 في الدوري الوطني الروسي.